# Г'яла
Г'яла – сатаваханський цар, який правив регіоном Декан.
За легендою його полководець Віджаянанда здійснив похід на Шрі-Ланку, де взяв принцесу Сімхаладвіпу, з якою Г'яла одружився. Йому приписують укладанням антології віршів пракритом махараштрі відомих як «Гаха Саттасай».